# Волас (Јужна Каролина)
Волас (енгл. Wallace) насељено је место без административног статуса у америчкој савезној држави Јужна Каролина.

## Демографија
По попису из 2010. године број становника је 892.
| Група             | 2000.    | 2010.       |
| Белци             | 0 (0,0%) | 491 (55,0%) |
| Афроамериканци    | 0 (0,0%) | 347 (38,9%) |
| Азијати           | 0 (0,0%) | 0 (0,0%)    |
| Хиспаноамериканци | 0 (0,0%) | 10 (1,1%)   |
| Укупно            | 0        | 892         |